# Akropolis-Turnier 2015
Die 27. Auflage des Akropolis-Basketball-Turniers 2015 fand zwischen dem 27. und 29. August 2015 im Vorort Marousi von Athen statt. Ausgetragen wurden die insgesamt sechs Spiele in der Olympiahalle.
Neben der gastgebenden Griechischen Nationalmannschaft nahmen auch die Nationalmannschaften aus Litauen sowie den Niederlanden teil. Das Teilnehmerfeld komplettierte die Türkei für die es die erste Teilnahme beim Akropolis-Turnier war. Während Litauen bereits zum achten  Mal vertreten war, nahmen die Niederlande zum dritten Mal teil.

## Begegnungen
| 27. August 2015 | Litauen      | 53 – 71 | Türkei       |
| 27. August 2015 | Griechenland | 92 – 80 | Niederlande  |
| 28. August 2015 | Litauen      | 94 – 72 | Niederlande  |
| 28. August 2015 | Griechenland | 62 – 58 | Türkei       |
| 29. August 2015 | Türkei       | 95 – 94 | Niederlande  |
| 29. August 2015 | Litauen      | 62 – 67 | Griechenland |

## Tabelle
| Rang | Land         | Punkte | Körbe   |
| ---- | ------------ | ------ | ------- |
| 1    | Griechenland | 6      | 221–200 |
| 2    | Türkei       | 5      | 224–209 |
| 3    | Litauen      | 4      | 209–210 |
| 4    | Niederlande  | 3      | 246–281 |